# 克滕宫
克滕宫（德語：Schloss Köthen），又译克滕城堡，是位于德国萨克森-安哈尔特州克滕的一座宫殿。 它最初是一座城堡，受护城河的保护。 从1244年到1847年，它是安哈尔特王子和公爵的住所。 